# Psittacanthus zonatus
Psittacanthus zonatus là một loài thực vật có hoa trong họ Loranthaceae. Loài này được (Diels) Kuijt miêu tả khoa học đầu tiên năm 1983.